# Émile Moselly

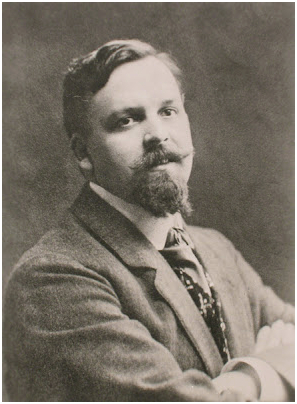
Émile Moselly

Émile Moselly (tên thật: Émile Chenin; 12 tháng 8 năm 1870 – 2 tháng 10 năm 1918) là một nhà văn Pháp.

## Tiểu sử
Moselly sinh tại Paris. Ông tốt nghiệp Học viện Nghệ thuật qua các kỳ thi vào năm 1895 (lúc đó ông 25 tuổi). Ông giảng dạy tại Montauban, Orleans, ở Paris (Lycée Voltaire) và Neuilly-sur-Seine (Lycée Pasteur). Ông xuất hiện cùng Charles Péguy, là những tác giả đầu tiên của Cahiers de la Quinzaine (do Peguy sáng lập năm 1901).
Ông là một tác giả địa phương, có quan hệ chặt chẽ với vùng nông thôn Lorraine, nơi ông thường ở tại ngôi nhà của dòng họ ở  Chaudeney-sur-Moselle (thuộc tổng Toul). Ông nhận được Giải Goncourt năm 1907 cho các tác phẩm Jean des Brebis ou le livre de la misère và Terres lorraines. Ông đột ngột qua đời (vì đau tim) ở giữa Lorient và Quimper, tại  Chaudeney-sur-Moselle vào ngày 2 tháng 10 năm 1918 trên chuyến tàu Quimper-Paris, đang trở về sau kỳ nghỉ ở  Lesconil.
Di cảo của ông (các bản thảo được sửa chữa) được gia đình trao lại cho thành phố Nancy vào năm 2007. Chúng được lưu trữ tại Thư viện Nancy.

## Tác phẩm
- L'Aube fraternelle,
- Contes de guerre pour Jean-Pierre,
- Les Etudiants,
- Fils de gueux,
- Les Grenouilles dans la mare,
- La Houle,
- Jean des Brebis ou le livre de la misère,
- Joson Meunier: histoire d'un paysan lorrain,
- Le Journal de Gottfried Mauser,
- Le Rouet d'ivoire: enfances lorraines,
- Terres lorraines.
- La Charrue d'Érable.